# فت رک شوردز
فت رک شوردز (انگلیسی: Fat Wreck Chords) شرکت نشر موسیقی آمریکایی است، که در سال ۱۹۹۰ توسط فت مایک تأسیس شد.